# علي عيد (لاعب كرة قدم مواليد 1998)
علي عيد (مواليد 1 مارس 1998, لاعب كرة قدم إماراتي يجيد اللعب في الهجوم مع نادي العروبة.

## مسيرة اللاعب
بدايته كانت مع نادي العين و له تجربه احترافية مع دينامو زغرب الكرواتي و أعير إلى نادي الفجيرة في صيف 2020 و انتقل إلى نادي الظفرة في عام 2022 وانتقل في عام 2023 إلى نادي حتا وانتقل إلى نادي العروبة في عام 2024.